# مایکل شیفتر
مایکل شیفتر (انگلیسی: Michael Shifter؛ زادهٔ) سیاست‌مدار، استاد دانشگاه و روزنامه‌نگار اهل ایالات متحده آمریکا است. وی رئیس گفتگوی بین آمریکایی و استاد ادبیات مطالعات آمریکای لاتین در دانشگاه جورج تاون است. او عضو شورای روابط خارجی است و برای مجله فارن افرز در امور خارجه می‌نویسد. او همچنین عضو انجمن مطالعات آمریکای لاتین (LASA) است.